# Madeira compensada

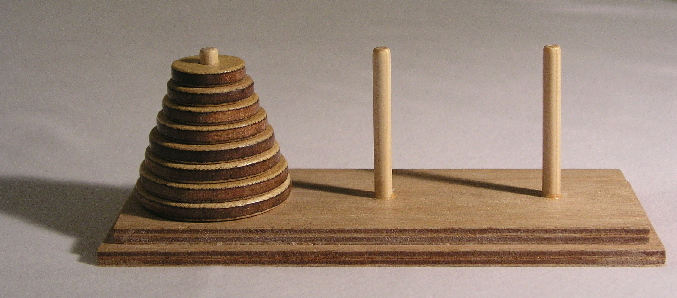
Brinquedo feito de contraplacado ou madeira compensada.

Os principais segmentos que lideram o setor de produtos florestais atualmente são os de madeira em tora, madeira serrada, painéis de madeira, pasta de celulose e papel. Com base nesses insumos deriva-se varias cadeias produtivas. O Brasil possui um grande potencial no mercado de painéis de madeira mundial, visto que possuí a extensão e a tecnologia das grandes produções de florestas de rápido crescimento. Estes fatores, associado com o dinamismo do mercado interno e internacional tem sido importantes incentivos para novos investimentos no mercado. O setor florestal possui grande destaque na economia brasileira, gerando empregos e dinamismo no mercado, principalmente da construção civil e dos setores moveleiros.

## Histórico
A produção dos painéis de madeira compensada teve início em meados do século XX nos Estados Unidos. Desde então houve o desenvolvimento das indústrias de painéis pelo mundo inteiro. A produção de compensando no Brasil só teve inicio por volta do ano de 1930. Nesse momento, a espécie que era mais empregada para a produção de madeira compensada era Araucaria angustifolía, popularmente conhecida como Pinheiro do Paraná, visto que era no sul do país onde se encontrava este setor em desenvolvimento. Somente nos anos 80 que a matéria prima dos painéis compensados começou a ser substituída por madeira de espécies de rápido crescimento, como Pinus e Eucalyptus, que tiveram sucesso de adaptação no país, e dessa maneira, chamando a atenção de vários setores da indústria florestal, principalmente a de painéis compensados.

## Fabricação
O painel de madeira compensado é fabricado por meio da colagem de um número ímpar de lâminas de madeira, em que a direção da grã de cada uma seja perpendicular entre as camadas, que são unidas por um adesivo e prensados sob alta pressão e temperatura. A madeira sólida sem nenhum tipo de processamento, tem um comportamento heterogêneo e uma natureza anisotrópica, ou seja, possui um comportamento diferente para direção das fibras, o que impõem limitações na utilização desta, pois apresenta alterações tanto dimensionais quanto em suas propriedades físicas e químicas. Quando se processa a madeira e produz um compensado que obedece ao principio da laminação cruzada, consegue-se dessa forma prover uma restrição ao comportamento anisotrópico das laminas, resultando em um produto de madeira com maior estabilidade dimensional e resistência, podendo também superar outros defeitos naturais, como nós e manchas na madeira. 

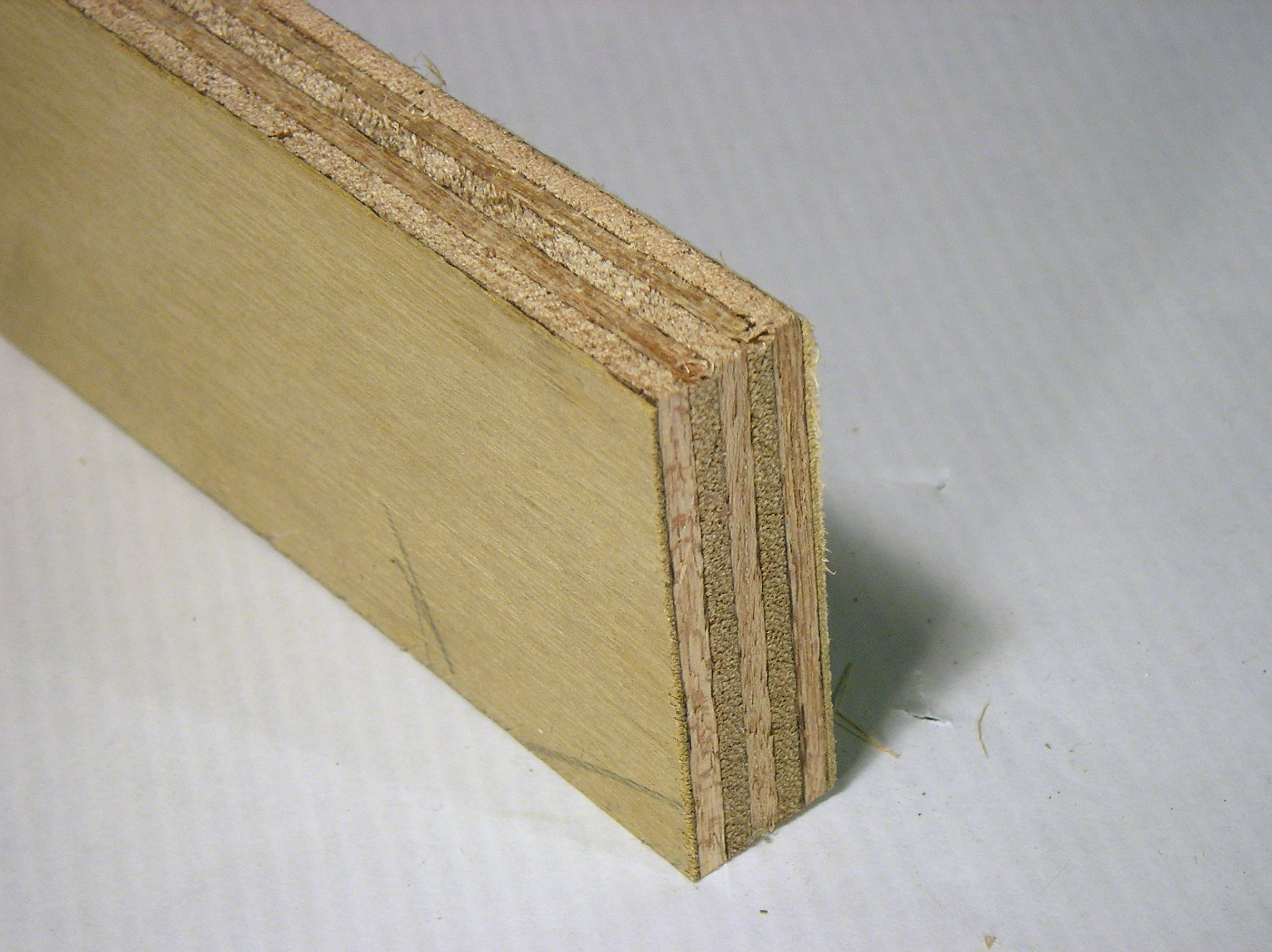
Contraplacado de qualidade média.

## Tipos
Os painéis são muito variados. Tanto a madeira de alta densidade como a de baixa densidade pode ser usada para a construção de compensado, criando painéis de diferentes densidades. Sendo assim, o comportamento do compensado é definido pelas propriedades das lâminas de madeira. Além disso, a colagem possui importância fundamental no processo de construção do compensado, e o adesivo utilizado está sempre relacionado com as características e aplicações finais do produto. Os adesivos mais usados são as resinas fenólicas ou uréia/formaldeído, que depende se seu uso será externo ou interno, e se essa madeira será ou não exposta a umidade, respectivamente. 
- Laminado: São obtidas diversas lâminas de madeira, de mesma espessura, que são coladas em camadas sucessivas umas sobre as outras, sendo os veios da madeira colocados perpendicularmente aos da camada anterior.
- Laminado e folheado: Confeccionado da mesma forma que o compensado laminado, recebe como acabamento final de suas superfícies, uma pequena folha fina de madeira, diferente daquela madeira que foi utilizada na confecção das lâminas internas do compensado (ex.: cerejeira, mogno, sucupira, etc.)
- Sarrafeado: São cortados diversos sarrafos de madeira, de mesma espessura e largura, que são colados lado a lado, de modo a formarem uma chapa. Nesse caso os veios da madeiras são colocados todos na mesma direção.
- Sarrafeado laminado: Confeccionado da mesma forma que o compensado sarrafeado, recebe como acabamento final de suas superfícies uma pequena folha fina de madeira, diferente daquela madeira que foi utilizada na confecção das lâminas internas do compensado (ex.: cerejeira, mogno, sucupira, etc.)

Além destes modelos já citados, o Uniply, ou compensado unidirecional, consiste na montagem de camadas, todas em uma só direção;que,juntadas com resinas especiais, compõem a estruturas, processo possibilitado do ordenamento em peças maiores que não encontramos na natureza.
A estrutura de um móvel de madeira é muito forte em relação aos concorrentes principalmente se obtidas de madeiras duras ou de alta densidade, no entanto o uso de madeira reflorestada (rewood, é muito comum hoje em dia). Dentre as várias espécies de pinho as mais comuns no Brasil são o Pinus Taeda, e o Pinus Elliotti, ambos de origem do hemisfério norte tem grande possibilidade mecânica além da tração por prensagem e colagem. O numero de camadas de lâminas é determinante para a capacidade de tração e isolamento, quanto maior o número de camadas e quanto maior quantidade, maior a resistência.
A temperatura influencia muito na compactação do material que recebe pressões diferenciadas para cada resina utilizada, podendo ser utilizado resinas as mais diversas. A pressão determinará o nível de resistência e pode ser medida entre 100 e 200 kgf/cm². As resinas vão determinar o grau de resistência a umidade (sendo a ureia formol a mais barata, porém sem utilização em situação de umidade, melanina é intermédia e a fenólica é a mais cara, mas com melhor comportamento face à água).

## Utilização
A madeira compensada é amplamente utilizada para móveis e na construção civil, podendo ser utilizada tanto na parte decorativa como na estrutural. Esta é um segmento do setor florestal que supre as restrições de natureza ambiental do uso de madeira maciça nestas indústrias, já que as toras de grande diâmetro e de qualidade são escassas e de elevado custo envolvido.  